# Австро-венгерская оккупация Сербии
Вооружённые силы Австро-Венгрии оккупировали Сербию с конца 1915 года вплоть до выхода Австро-Венгрии из Первой мировой войны. После объявления войны Сербии 28 июля 1914 г. австро-венгерские войска предприняли три неудачных наступления с целью разгрома сербской армии. Только совместными с Германией и Болгарией усилиями удалось прорвать сербскую оборону, и к январю 1916 года вся территория страны была под контролем Центральных держав.
Сербия была разделена на австро-венгерскую и болгарскую зоны оккупации, в то время как Германия отказалась оккупировать какие-либо территории, предпочтя взять под свой контроль инфраструктуру, сельскохозяйственные и горнорудные ресурсы в обеих зонах. Австро-Венгрия оккупировала северо-западную часть страны, или примерно 75% её территории; нынешняя Северная Македония и Ниш отошли к Болгарии. Управлением оккупированной Сербией занималось Военное генерал-губернаторство. Австрийцы ставили своей целью превратить Сербию в сырьевой придаток для своей экономики.

## Предыстория
28 июня 1914 года наследник австро-венгерского престола эрцгерцог Франц Фердинанд был убит во время своего визита в Сараево боснийским сербом Гаврилой Принципом. Австро-Венгрия обвинила Сербию в организации покушения и выдвинула ей практически невыполнимый ультиматум, который, за исключением пункта, де-факто ограничивающего суверенитет страны, Сербия приняла. Австро-Венгрия использовала это как повод для войны и начала военные действия ровно месяц после начала кризиса, 28 июля.

## Начало войны
На начальном этапе вторжения, которое австро-венгерские власти по началу объявили карательной экспедицией (нем. Strafexpedition), им удалось на 13 дней оккупировать часть Сербии, которую императорское и королевское правительство не только хотело наказать за предполагаемую организацию убийства, но и устранить источник поддержки южнославянского ирредентизма и тем самым обезопасить свои южные владения. Сразу же после начала оккупации австро-венгерские войска стали чинить множественные акты насилия над сербским населением, включая массовые казни и взятие заложников. Всего же за неполные две недели первой оккупации было убито по меньшей мере 3500 мирных жителей.

## Освобождение
В сентябре 1918 года войска союзников во главе с 2-й сербской армией и югославской добровольческой дивизией прорвали Салоникский фронт, что привело к капитуляции Болгарии 30 сентября, после чего до конца октября прошло быстрое освобождение Сербии и отступление всех австро-венгерских войск. оккупированной территории к северу. К 1 ноября 1918 г. вся довоенная Сербия была освобождена, что положило конец оккупации.